# Poberejne, Horodok
Poberejne (în ucraineană Побережне) este un sat în comuna Mîlciîți din raionul Horodok, regiunea Liov, Ucraina.

## Demografie
Componența lingvistică a localității Poberejne
     Ucraineană (99,64%)
     Alte limbi (0,36%)
Conform recensământului din 2001, majoritatea populației localității Poberejne era vorbitoare de ucraineană (99,64%), existând în minoritate și vorbitori de alte limbi.